# Rivière Longland
Rivière Longland är ett vattendrag i Kanada.   Det ligger i provinsen Québec, i den östra delen av landet, 1 300 km norr om huvudstaden Ottawa.
Omgivningarna runt Rivière Longland är i huvudsak ett öppet busklandskap. Trakten runt Rivière Longland är nära nog obefolkad, med mindre än två invånare per kvadratkilometer.